# Herbie Hall
Herbert Henry „Herbie” Hall (ur. 16 marca 1926, zm. 26 lutego 2013) – brytyjski zapaśnik walczący w stylu wolnym. Dwukrotny olimpijczyk. Odpadł w eliminacjach w Helsinkach 1952 i Melbourne 1956. Walczył w kategorii 62 kg.
Srebrny medalista igrzysk wspólnoty narodów w 1954 i czwarty w 1958 roku, gdzie reprezentował Anglię.
Dziesięciokrotny mistrz kraju w: 1952-1957, 1961, 1963 (63 kg), 1958, 1959 (69 kg).
- Turniej w Helsinkach 1952

Przegrał z Nasserem Givehchi z Iranu i Dżamilem Isawi z Egiptu. 
- Turniej w Melbourne 1956

Przegrał z Nasserem Givehchi z Iranu i Erkki Penttilą z Finlandii.